# SK Podolí Praha
SK Podolí Praha (celým názvem: Sportovní klub Podolí Praha) byl československý klub ledního hokeje, který sídlil v Praze. Klub zanikl v roce 1946 sloučením s HC Stadion Praha do HC Stadion Podolí. V letech 1942–1946 působil v československé nejvyšší soutěži ledního hokeje.

## Přehled ligové účasti
Stručný přehled
Zdroj: 
- 1936–1937: Středočeská II. třída – sk. Západ (4. ligová úroveň v Československu)
- 1937–1938: Středočeská II. třída – sk. Východ (4. ligová úroveň v Československu)
- 1938–1939: Středočeská I. B třída – sk. Sever (2. ligová úroveň v Československu)
- 1939–1940: Balounkova I. A třída – sk. A (1. ligová úroveň v Protektorátu Čechy a Morava)
- 1940–1942: Balounkova I. A třída – sk. Roudnice (1. ligová úroveň v Protektorátu Čechy a Morava)
- 1942–1944: Českomoravská liga (1. ligová úroveň v Protektorátu Čechy a Morava)
- 1945–1946: 1. liga – sk. A (1. ligová úroveň v Československu)

Jednotlivé ročníky
Zdroj: 
Legenda: ZČ – základní část, červené podbarvení – sestup, zelené podbarvení – postup, fialové podbarvení – reorganizace, změna skupiny či soutěže
| Československo (1936 – 1939)             |                                      |           |          |                                     |                   |
| Sezóny                                   | Soutěž                               | Úroveň    | ZČ       | Play-off, nadstavba, sk. o udržení… | Poznámky          |
| 1936/37                                  | Středočeská II. třída – sk. Západ    | 4. úroveň | 3. místo |                                     | Změna skupiny     |
| 1937/38                                  | Středočeská II. třída – sk. Východ   | 4. úroveň | 1. místo |                                     | Reorganizace      |
| 1938/39                                  | Středočeská I. B třída – sk. Sever   | 2. úroveň | 1. místo |                                     | Reorganizace      |
| Protektorát Čechy a Morava (1939 – 1945) |                                      |           |          |                                     |                   |
| Sezóny                                   | Soutěž                               | Úroveň    | ZČ       | Play-off, nadstavba, sk. o udržení… | Poznámky          |
| 1939/40                                  | Balounkova I. A třída – sk. A        | 2. úroveň | 2. místo |                                     | Reorganizace      |
| 1940/41                                  | Balounkova I. A třída – sk. Roudnice | 2. úroveň | 1. místo |                                     |                   |
| 1941/42                                  | Balounkova I. A třída – sk. Roudnice | 2. úroveň | 1. místo | Kvalifikace o 1. ligu (vítěz)       | Postup            |
| 1942/43                                  | Českomoravská liga                   | 1. úroveň | 4. místo |                                     |                   |
| 1943/44                                  | Českomoravská liga                   | 1. úroveň | 3. místo |                                     |                   |
| 1944/45                                  | Českomoravská liga                   | 1. úroveň | –. místo |                                     | Soutěž neodehrána |
| Československo (1945 – 1946)             |                                      |           |          |                                     |                   |
| Sezóny                                   | Soutěž                               | Úroveň    | ZČ       | Play-off, nadstavba, sk. o udržení… | Poznámky          |
| 1945/46                                  | 1. liga – sk. A                      | 1. úroveň | 4. místo |                                     |                   |